# Tonsure

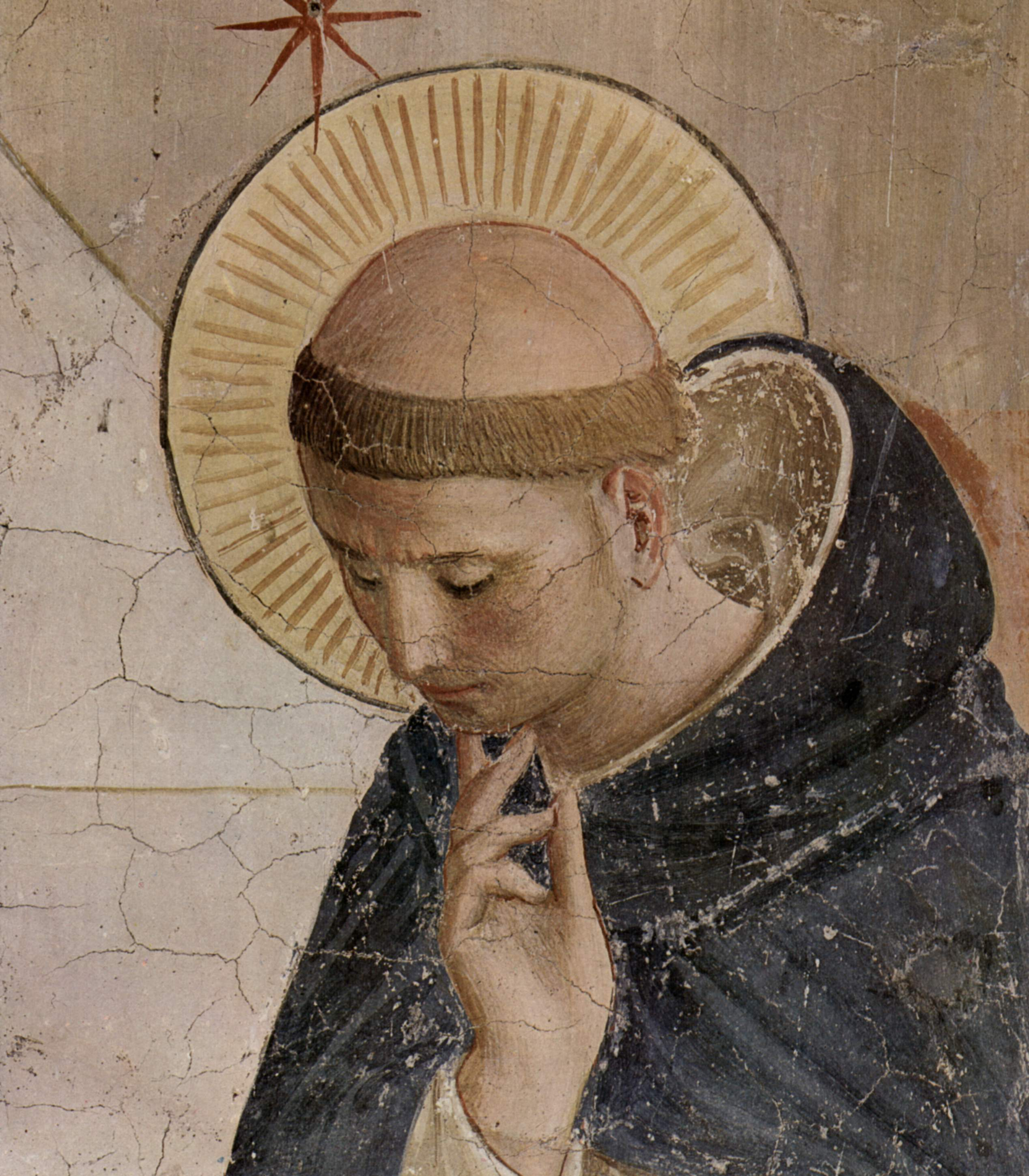
Une tonsure romaine.

La tonsure est une pratique adoptée par certaines religions (hindouisme, judaïsme, christianisme, bouddhisme) consistant à raser une partie des cheveux. Signe de renonciation au monde, elle est aussi, avec la prise d'habit et le changement de nom, un élément d'un rituel de mort et de renaissance qui efface les péchés antérieurs. Signe visible de passage à l'état clérical dans le christianisme, la pratique y est tombée en désuétude ou est limitée à la coupe symbolique d'une mèche de cheveux ou deux. 
Cette pratique fut à l'origine du port de la calotte.

## Histoire
L'origine de la tonsure est incertaine mais elle n'était certainement pas largement connue durant l'Antiquité. Ce rite est peut-être imaginé à partir de la tonsure du jeune enfant, rite initiatique romain qui est progressivement christianisé pour les clercs.

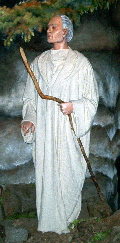
Saint Colomban porte la tunique blanche et la tonsure celtique propres aux moines celtes.

La tonsure est une pratique née à la fin de l'Antiquité ; elle n'est pas connue aux premiers temps de l'Église.
Saint Jérôme, dans sa Lettre à Népotien, l’approuve dans la mesure où elle permet aux clercs de se distinguer des barbares et des soldats ; mais à condition que le crâne ne soit pas entièrement rasé, marque infâmante des esclaves à Rome. La tonsure est d’abord adoptée par les moines avant de gagner les prêtres au VIe siècle. À partir du VIIe siècle, plusieurs sortes de tonsures entrent en concurrence :
- la tonsure orientale, consistant à raser la tête tout entière, réputée fondée sur l'autorité de Paul ;
- la tonsure celtique, consistant à raser l'avant du crâne, d'oreille en oreille, réputée fondée sur l'autorité de l'apôtre Jean ;
- la tonsure romaine, consistant à raser seulement le haut du crâne, le reste des cheveux formant une couronne, réputée fondée sur l'autorité de l'apôtre Pierre.

La règle de saint Benoît (VIe s.) mentionne la tonsure de manière accessoire, en parlant de ceux qui mentent à Dieu par leur tonsure (ch. 1, 7). Le deuxième concile de Nicée en 787 rappelle que la tonsure ecclésiastique est un rite qui ne peut remplacer l'ordination et conférer une fonction dans l'Église.
Au sein de l'Église catholique, la tonsure romaine l'emporte sur les deux autres formes et reste en vigueur jusqu'en 1972, date à laquelle le motu proprio Ministeria quædam de Paul VI la rend facultative.
Au fil des temps, la tonsure romaine s'est réduite à un cercle de quelques centimètres de diamètre. Lors de la cérémonie de l'ordination, elle est préfigurée par la coupe de quelques mèches de cheveux.
Jusqu'en 1972, c'est par la tonsure que le fidèle accède à l'état clérical et que sa collation précède les quatre ordres mineurs (canons 948, 950, 951 du Code de droit canonique de 1917). Le pape Paul VI publie le 15 août 1972 le Ministeria quaedam (de), une « Lettre apostolique en forme de motu proprio réformant la discipline de la tonsure, des ordres mineurs et du sous-diaconat dans l'Église latine ». Ce motu proprio abolit le sous-diaconat et supprime la première tonsure (l’entrée dans l’état clérical étant désormais jointe au diaconat). Le canon 274 du Code de droit canonique de 1983 ne mentionne donc plus la tonsure, ni même la simplicité de la chevelure, mais les clercs sont toujours priés d'arborer une coupe de cheveux plutôt courte.